# Cmentarz żydowski w Ełku
Cmentarz żydowski w Ełku – kirkut mieści się przy ul. Kilińskiego. Powstał w pierwszej połowie XIX wieku. W czasie II wojny światowej został zdewastowany. Nie zachowały się na nim żadne nagrobki. Miał powierzchnię 0,10 ha.